# 新年快樂事件
新年快樂事件是香港2002年元旦發生的一件警民衝突事件，事發地點為九龍尖沙咀近香港文化中心一帶的跨年倒數活動，一名14歲青年練志偉與一名警員互相掌摑，其後該名青年投訴被一名警員毆打，而警方則回應指只是二人互相輕拍面部並向對方祝賀「Happy New Year」（新年快樂）。經過警方內部調查後，投訴警方獨立監察委員會最後接納警方的調查報告，指未能證實青年曾被毆打，只能證實雙方曾經講過粗口，所以終止調查工作。